# Tim McCauley
Pour les articles homonymes, voir McCauley.
Tim McCauley est un compositeur et producteur canadien.

## Filmographie

### Comme compositeur
- 1982 : Love
- 1983 : Screwballs
- 1985 : To Set Our House in Order
- 1985 : Shellgame (TV)
- 1986 : Thrillkill
- 1987 : Street Legal (en) (série télévisée)
- 1988 : Blue City Slammers
- 1992 : Au nord du 60e ("North of 60") (série télévisée)
- 1997 : Riverdale (série télévisée)
- 1998 : Diamond Girl (TV)
- 1998 : Coroner Da Vinci ("Da Vinci's Inquest") (série télévisée)
- 1999 : Cover Me (feuilleton TV)
- 1999 : In the Blue Ground (TV)
- 1999 : Hope Island (en) (série télévisée)
- 2000 : Trial by Fire (TV)
- 2000 : Bad Faith
- 2000 : Task Force: Caviar (TV)
- 2000 : Legs Apart
- 2001 : Dream Storm (TV)
- 2003 : Picking Up and Dropping Off (TV)
- 2005 : Break a Leg, Rosie

### Comme producteur
- 2005 : Break a Leg, Rosie